# Ion Monea
Ion Monea (n. 30 noiembrie 1940, Tohanu Vechi, România – d. 1 martie 2011, București, România) a fost un boxer român, medaliat cu bronz la Roma 1960 și cu argint la Mexico 1968. A participat și la Tokyo 1964, clasându-se pe locul cinci. După ce s-a retras din activitatea competițională, a devenit antrenor.
A fost component al clubului sportiv Dinamo București al Ministerului Afacerilor Interne și a deținut gradul de locotenent.

## Distincții
- Ordinul „Meritul Sportiv” clasa a III-a (8 mai 1968) „pentru contribuția deosebită adusă la dezvoltarea mișcării de cultură fizică și sport și pentru merite deosebite în activitatea sportivă de performanță, cu prilejul împlinirii a 20 de ani de la înființarea Clubului sportiv «Dinamo»-București al Ministerului Afacerilor Interne”[1]